# Křižíkova
Křižíkova – stacja linii B metra praskiego (odcinek II.B), położona w dzielnicy Karlín, pod skrzyżowaniem ulicy Tháma (Thámova) i Křižíka (Křižíkova, stąd nazwa stacji).